# کاپوزله
کاپوزله (به ایتالیایی: Caposele) یک کومونه در ایتالیا است که در استان آولینو واقع شده‌است.

## خصوصیات
کاپوزله ۴۱٫۵۰ کیلومترمربع مساحت و ۳٬۶۳۲ نفر جمعیت دارد و ۴۱۵ متر بالاتر از سطح دریا واقع شده‌است.